# Anaclet Wamba
Anaclet Wamba est un boxeur congolo-français né le 6 janvier 1960 à Liranga en République du Congo.

## Carrière
Il représente la République du Congo aux Jeux olympiques de Moscou en 1980. Battu au premier tour, il passe professionnel le 27 novembre 1982. Champion d'Europe EBU des poids lourds-légers en 1989, Anaclet devient champion du monde WBC à Palerme le 20 janvier 1991 aux dépens de l'italien Massimiliano Duran. Il défend sept fois sa ceinture, notamment contre Andrew Maynard et le français Akim Tafer, ainsi que John Westhgard, puis met un terme à sa carrière en 1994 sur un bilan de 46 victoires (23 KO), 1 match nul et 2 défaites.